# Canthonella howdeni
Canthonella howdeni är en skalbaggsart som beskrevs av Ivie och T. Keith Philips 1990. Canthonella howdeni ingår i släktet Canthonella och familjen bladhorningar. Inga underarter finns listade.